# Kirk Archibeque
Kirk Archibeque (ur. 27 września 1984 w Cortez) – amerykański koszykarz grający na pozycji środkowego.
W 2014 roku występował w Antwerp Giants. Zdobywca mistrzostwa i Pucharu Gruzji z SzSS Academy Tbilisi w sezonie 2012/2013. Brązowy medalista Polskiej Ligi Koszykówki w sezonie 2011/2012. Zdobywca Pucharu Polski w sezonie 2010/2011.
Archibeque w 2003 roku rozpoczął studia na uczelni University of Northern Colorado, gdzie występował w barwach tamtejszej drużyny UNC Bears, grającej w dywizji I NCAA. W zespole tym wystąpił w sumie w 96 spotkaniach ligowych, zdobywając średnio po 12,3 punktu i 6,3 zbiórki na mecz. W czasie gry dla Bears dwukrotnie odniósł poważne kontuzje – zarówno w debiutanckim (2003/2004), jak i ostatnim (2007/2008) sezonie, rozgrywając w nich odpowiednio 6 i 4 mecze. Przed ostatnim w swojej karierze sezonem w rozgrywkach uniwersyteckich (2008/2009) przeniósł się do występującego w dywizji II NCAA zespołu Fort Lewis Skyhawks, reprezentującego Fort Lewis College, w którym wystąpił w 34 spotkaniach, zdobywając przeciętnie po 18,8 punktu i 8,7 zbiórki na mecz.
Zawodową karierę rozpoczął od występów w słowackim klubie Astrum Levice, w którym zaczął sezon 2009/2010, jednak już w listopadzie 2009 roku, po rozegraniu w jego barwach 7 spotkań ligowych, rozwiązał z nim umowę. W tym czasie zdobywał średnio po 18,7 punktów i 10,1 zbiórki na mecz. Przed sezonem 2010/2011 został koszykarzem Polpharmy Starogard Gdański. W barwach tego klubu wystąpił w 26 spotkaniach, zdobywając średnio po 9,1 punktu i 6,2 zbiórki na mecz. Wraz z Polpharmą zwyciężył wówczas także w rozgrywkach o Puchar Polski. Przed kolejnym sezonem przeniósł się do ŁKS-u Łódź. W klubie tym zagrał w 11 meczach ligowych, zdobywając przeciętnie po 16,7 punktu i 10,2 zbiórki. W listopadzie 2011 roku przeniósł się do Zastalu Zielona Góra. Z klubem tym zdobył brązowy medal Polskiej Ligi Koszykówki w sezonie 2011/2012. W sumie w barwach Zastalu zagrał w lidze 33 razy, zdobywając średnio po 10,9 punktu i 8 zbiórek na mecz.
W sezonie 2012/2013 początkowo miał występować w lidze ukraińskiej, jednak ostatecznie został zawodnikiem gruzińskiego klubu SzSS Academy Tbilisi. W jego barwach zdobył mistrzostwo i Puchar Gruzji. W lidze gruzińskiej należał do czołowych zawodników, będąc czwartym najlepiej punktującym (średnio około 18 punktów) i zbierającym (11,4 zbiórki na mecz) rozgrywek. W sumie w barwach SzSS Academy rozegrał 29 meczów ligowych. W sezonie 2013/2014 ponownie powrócił do ligi polskiej, stając się zawodnikiem Rosy Radom. W jej barwach zagrał w 33 meczach ligowych, w których zdobywał przeciętnie po 13,7 punktu i 8,6 zbiórki.
W czerwcu 2014 roku został koszykarzem belgijskiego Antwerp Giants. 13 stycznia 2016 podpisał umowę z PGE Turowem Zgorzelec. Klub opuścił 15 czerwca 2017.

## Osiągnięcia
Drużynowe
- Mistrz Gruzji (2013)
- Brązowy medalista mistrzostw Polski (2012)

Indywidualne
- Uczestnik meczu gwiazd PLK (2012)
- Lider sezonu regularnego TBL w średniej zbiórek (2016 – 9,8)[14]